# Nephelaphyllum flabellatum
Nephelaphyllum flabellatum är en orkidéart som beskrevs av Oakes Ames och Charles Schweinfurth. Nephelaphyllum flabellatum ingår i släktet Nephelaphyllum och familjen orkidéer. Inga underarter finns listade i Catalogue of Life.